# Duck Sauce
Duck Sauce is een samenwerkingsverband tussen de diskjockeys Armand Van Helden en A-Trak; zij geven hun muziek uit via Fool's Gold Records. De eerste tracks van het duo verschenen in 2009 en heetten "ANYway" en "You're nasty", direct gevolgd door een ep Greatest hits. De muziek van Duck Sauce wordt getypeerd als disco house.
"ANYway" kwam nog niet onder de duonaam uit, maar onder Armand Van Helden and A-Trak Present Duck Sauce. De hoofdletters NY midden in de titel staan voor New York, alwaar de band is ontstaan. "ANYway" werd ook een bescheiden hit in Nederland met 8 weken notering en een hoogste plaats nummer 49 in de Single Top 100. De Nederlandse Top 40 noteerde 7 weken met hoogste positie nummer 25. Ook in Frankrijk en België (Vlaanderen) haalde het successen.
You're nasty en opvolger Grand steppin deden niets in Nederland.
Grand steppin werd onder het motto "Quack is back" opgevolgd door "Barbra Streisand", dat in Nederland in 4 weken notering naar de nummer 1-positie klom in de Single Top 100, in Vlaanderen bereikte het nummer al in de 3de week de eerste plaats van de Ultratop 50.

## Discografie

### Albums
| Album met eventuele hitnotering(en) in de Nederlandse Album Top 100 | Datum van verschijnen | Datum van binnenkomst | Hoogste positie | Aantal weken | Opmerkingen          |
| ------------------------------------------------------------------- | --------------------- | --------------------- | --------------- | ------------ | -------------------- |
| Greatest hits                                                       | 2009                  | -                     |                 |              | ep / alleen op vinyl |

### Singles
| Single met eventuele hitnotering(en) in de Nederlandse Top 40 | Datum van verschijnen | Datum van binnenkomst | Hoogste positie | Aantal weken | Opmerkingen                 |
| ------------------------------------------------------------- | --------------------- | --------------------- | --------------- | ------------ | --------------------------- |
| Anyway                                                        | 26-10-2009            | 12-12-2009            | 25              | 7            | Nr. 49 in de Single Top 100 |
| Barbra Streisand                                              | 13-09-2010            | 23-10-2010            | 2               | 16           | Nr. 1 in de Single Top 100  |

| Single met hitnotering(en) in de Vlaamse Ultratop 50 | Datum van verschijnen | Datum van binnenkomst | Hoogste positie | Aantal weken | Opmerkingen                       |
| ---------------------------------------------------- | --------------------- | --------------------- | --------------- | ------------ | --------------------------------- |
| Anyway                                               | 26-10-2009            | 12-12-2009            | 26              | 3            |                                   |
| Barbra Streisand                                     | 2010                  | 02-10-2010            | 1(6wk)          | 20           | Nr. 1 in de Radio 2 Top 30 / Goud |
| Big bad wolf                                         | 31-10-2011            | 12-11-2011            | 16              | 13           |                                   |
| It's you                                             | 2013                  | 06-07-2013            | tip46           | -            |                                   |
| Radio stereo                                         | 2013                  | 16-11-2013            | tip53           | -            |                                   |
| NRG                                                  | 2014                  | 03-05-2014            | tip68*          |              |                                   |